# Franca Capetta
Franca Capetta, född 8 december 1936, död 5 juli 2023, var en italiensk bågskytt. Hon deltog vid olympiska sommarspelen 1976 och  1980.